# رضا والی
رضا والی (زادۀ ۱۱ شهریور ۱۳۳۱ در قزوین - ) موسیقی‌دان و آهنگساز اهل ایران است.

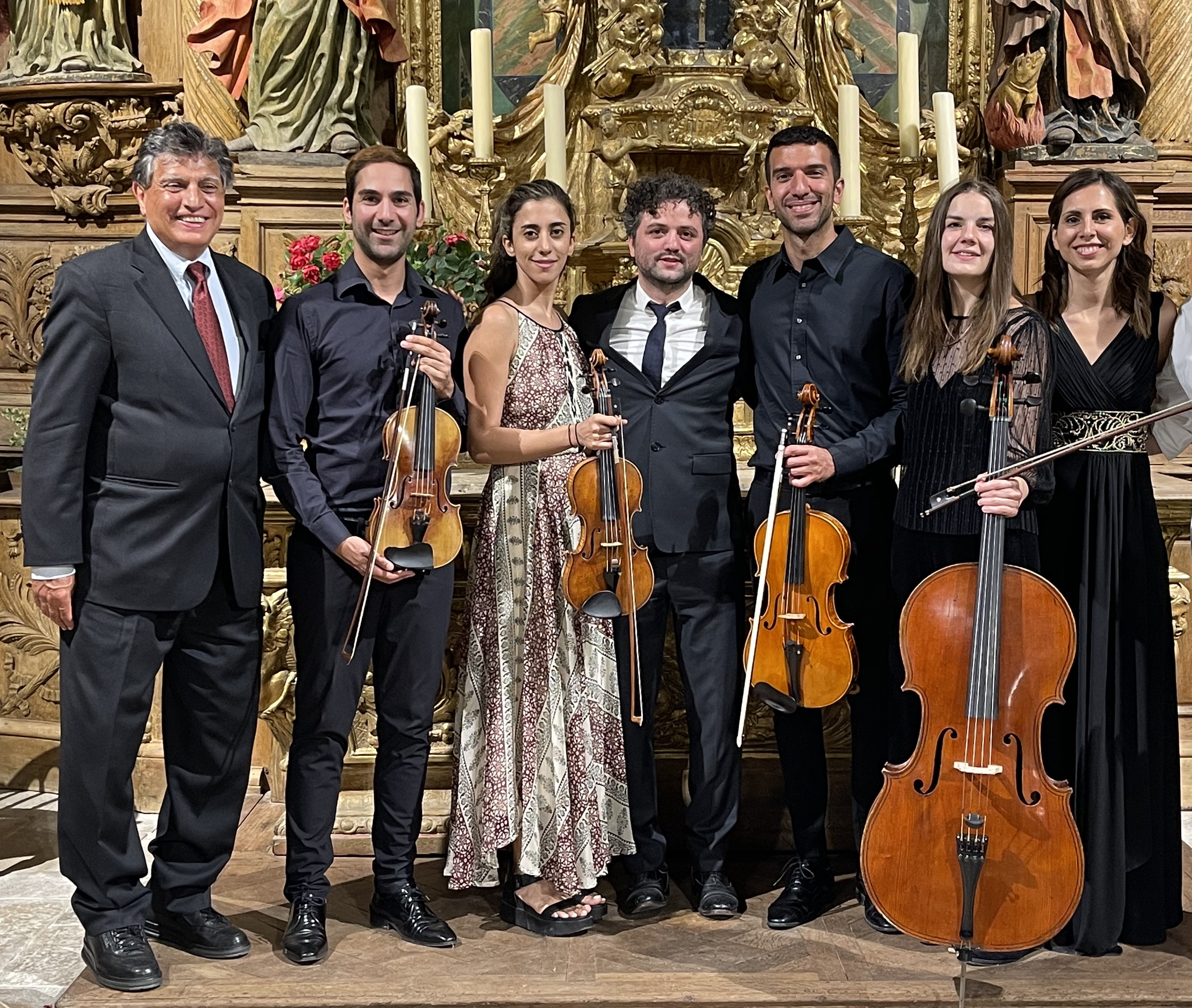

رضا والی در هنرستان عالی موسیقی (کنسرواتوار تهران) تحصیلات خود را آغاز کرد. سپس در دانشگاه موسیقی و هنرهای نمایشی وین آهنگسازی آموخت و در دانشگاه پیتسبرگ دکتری آهنگسازی و تئوری موسیقی گرفت. والی اکنون عضو هیئت علمی دانشگاه کارنگی ملون است. او از موسیقی‌دانان موسیقی سمفونیک ایرانی است و آثار ارکستری‌اش توسط ارکستر سمفونیک‌های متعددی همچون ارکستر سمفونیک پیتسبرگ، سمفونی سیاتل، پروژه سمفونی مدرن بوستون و… اجرا شده‌است. آثار مجلسی‌اش نیز توسط گروه‌هایی نظیر آنسامبل کوارتتو لاتینوآمریکانو و کوارتت کرونوس اجرا شده‌است.
رضا والی در اسفند ۱۳۹۹، برای آهنگسازی آلبوم موسیقی سرنا، برندهٔ جایزه باربد از سی و ششمین جشنواره موسیقی فجر شد.